# Лексус Локлир
Лексус Локлир (англ. Lexus Locklear), настоящее имя Брэнди Джанин Соммервиль (англ. Brandi Janeen Sommerville) — американская порноактриса и фотомодель. В мае 1996 года была «Киской месяца» (англ. Pet of the Month) журнала Penthouse.

## Биография
Лексус Локлир родилась 5 марта 1976 года в городе Вентура штата Калифорния.
Первые начинания в сфере, близкой к порнографии, Лексус начала в 18 лет, когда танцевала стриптиз во многих ночных заведениях штата Пенсильвания. После продолжительной работы на ниве стриптиза Лексус решает пойти дальше и отправляется в Южную Калифорнию. Здесь она в 1995 году подписывает контракт со студией Video Team. Одним из самых ярких фильмом этого времени является «The Girl Next Door», где партнёром Лексус был известный порноактёр T.T. Boy. Немного поучаствовав в съёмках порнофильмов, Лексус в конце 1995 года временно покидает порноиндустрию, чтобы возвратиться в неё в 1997 году с уже увеличенной грудью, кроме того, пластические хирурги постарались и над её фигурой.
В 1997 году Лексус заключает новый контракт, на этот раз со студией Vivid Video. Среди фильмов этой студии наиболее яркими являются одноимённый римейк фильма «Дебби покоряет Даллас» (Debbie Does Dallas), а также другие фильмы режиссёра Пола Томаса — «Control», «Mobster's Wife», «Shipwreck». В 1999 году Лексус ушла из мира порноиндустрии, снявшись в около 30 фильмах.